# Anthropologie cognitive
L'anthropologie cognitive est un champ de recherche spécialisé dans le domaine de l'anthropologie. Pascal Boyer la définit en ces termes : « L'étude des processus cognitifs [...] permet[tant] de reformuler beaucoup de problèmes anthropologiques classiques en donnant la possibilité d'émettre des hypothèses plus précises sur l'acquisition et la transmission des représentations culturelles. »
Ainsi décrite, l'anthropologie cognitive s'appuie sur les résultats de la psychologie cognitive pour donner un éclairage supplémentaire à l'ethnologie, notamment dans le champ social et religieux.
La Pensée sauvage de Claude Lévi-Strauss constitue l'un des ouvrages fondateurs de l'anthropologie cognitive dont les intuitions ont été développées notamment par Maurice Bloch.